# 1143

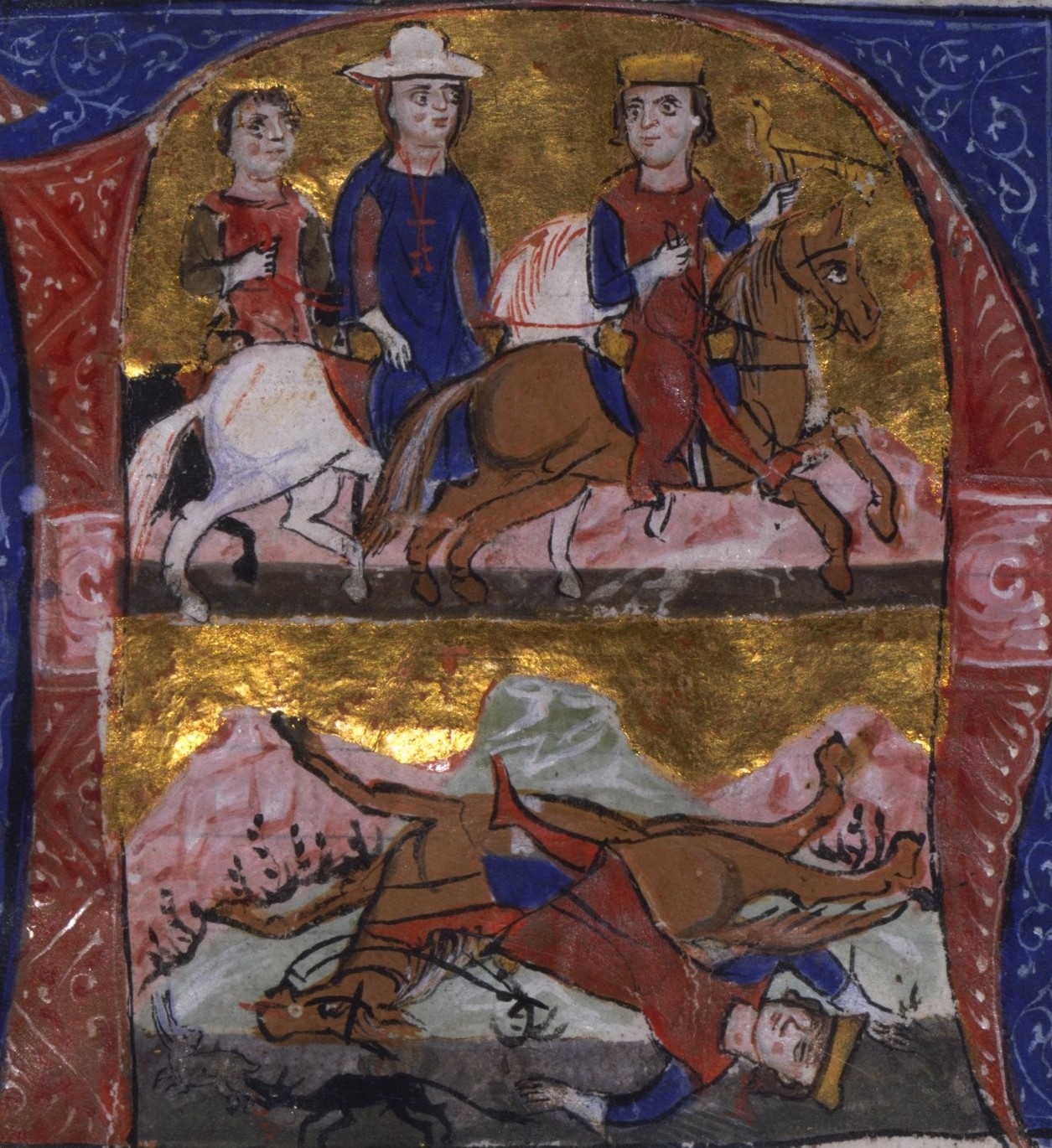
Fulco van Jeruzalem komt om door een val van zijn paard tijdens een jachtpartij

Het jaar 1143 is het 43e jaar in de 12e eeuw volgens de christelijke jaartelling.

## Gebeurtenissen
- Robert van Ketton schrijft Lex Mahumet pseudoprophete, een vertaling van de Koran in het Latijn.
- Leicester Abbey wordt gesticht.
- Mirabilia urbis Romae, een reisgids voor pelgrims naar Rome, wordt geschreven. (jaartal bij benadering)
- Verdrag van Zamora. Alfons VII van León en Castilië erkent Alfons I als vorst van het Koninkrijk Portugal.

- Voor het eerst vermeld: Leerdam, Orsmaal

## Opvolging
- hertogdom Bourgondië - Hugo II opgevolgd door zijn zoon Odo II
- Byzantijnse Rijk - Johannes II Komnenos opgevolgd door zijn zoon Manuel I Komnenos
- patriarch van Constantinopel - Leo Styppes opgevolgd door Michaël II Kurkuas
- Jeruzalem (als medekoning van Melisende van Jeruzalem) - Fulco opgevolgd door zijn zoon Boudewijn III
- Neurenberg - Koenraad I van Raabs opgevolgd door zijn broer Godfried III van Raabs
- paus (26 september) - Innocentius II opgevolgd door Guido di Castello als Celestinus II
- Württemberg - Koenraad II opgevolgd door zijn zoon Lodewijk I

## Geboren
- 31 juli - Nijo, keizer van Japan (1158-1165)
- Elisabeth van Vermandois, gravin van Vermandois en echtgenote van Filips van de Elzas
- Richardis van Babenberg, Duits edelvrouw
- Willem I, koning van Schotland (1165-1214) (jaartal bij benadering)

## Overleden
- februari? - Hugo II, hertog van Bourgondië
- 8 april - Johannes II Komnenos, keizer van Byzantium (1118-1143) (jachtongeluk)
- 18 april - Gertrude van Saksen (28), echtgenote van Hendrik de Trotse en Hendrik Jasormirgott (gevolgen bevalling)
- 24 september - Agnes van Waiblingen (~71), echtgenote van Frederik I van Zwaben en Leopold III van Oostenrijk
- 24 september - Innocentius II, paus (1130-1143)
- Fulco van Jeruzalem, graaf van Anjou, Maine en Tours en echtgenoot van Melisende van Jeruzalem (jachtongeluk)
- Jan IV, heer van Arkel
- Koenraad I van Raabs, burggraaf van Neurenberg
- Koenraad II, heer van Württemberg
- Willem van Malmesbury, Engels historicus (jaartal bij benadering)